# Гілдрет (Небраска)
Гілдрет (англ. Hildreth) — селище (англ. village) в США, в окрузі Франклін штату Небраска. Населення — 377 осіб (2020).

## Географія
Гілдрет розташований за координатами 40°20′16″ пн. ш. 99°2′45″ зх. д. / 40.33778° пн. ш. 99.04583° зх. д. (40.337832, -99.045751).  За даними Бюро перепису населення США в 2010 році селище мало площу 1,48 км², уся площа — суходіл.

## Демографія
Згідно з переписом 2010 року, у селищі мешкало 378 осіб у 177 домогосподарствах у складі 113 родин. Густота населення становила 255 осіб/км².  Було 193 помешкання (130/км²).
Расовий склад населення:
| - 97,9 % — білих - 1,6 % — осіб інших рас |

До двох чи більше рас належало 0,5 %. Частка іспаномовних становила 2,6 % від усіх жителів.
За віковим діапазоном населення розподілялося таким чином: 19,6 % — особи молодші 18 років, 59,8 % — особи у віці 18—64 років, 20,6 % — особи у віці 65 років та старші. Медіана віку мешканця становила 46,4 року. На 100 осіб жіночої статі у селищі припадало 98,9 чоловіків;  на 100 жінок у віці від 18 років та старших — 92,4 чоловіків також старших 18 років.
Середній дохід на одне домашнє господарство  становив 62 671 долар США (медіана — 55 909), а середній дохід на одну сім'ю — 66 251 долар (медіана — 60 625). Медіана доходів становила 45 469 доларів для чоловіків та 32 778 доларів для жінок. За межею бідності перебувало 13,7 % осіб, у тому числі 23,1 % дітей у віці до 18 років та 7,3 % осіб у віці 65 років та старших.
Цивільне працевлаштоване населення становило 238 осіб. Основні галузі зайнятості: освіта, охорона здоров'я та соціальна допомога — 24,4 %, будівництво — 13,0 %, роздрібна торгівля — 12,6 %.